# Авиатар
Авиатар (на иврит: אֶבְיָתָר, „баща на изобилието“) е израилски религиозен водач.
Според Стария завет той е син на първосвещеника Ахимелех и след убийството му по заповед на цар Саул бяга при неговия съперник Давид, който след това го обявява за първосвещеник, едновременно с близкия до Саул Садок. След смъртта на Давид цар Соломон го отстранява от поста му, смятайки го за привърженик на претенциите към трона на брат му Адония, след което Садок отново остава единствен първосвещеник.[1Цар. 2:31]